# Baudinard-sur-Verdon
Baudinard-sur-Verdon est une commune française située dans le département du Var, en région Provence-Alpes-Côte d'Azur.

## Géographie

### Situation
Baudinard, située à 11 km de Régusse et 25 de Salernes, est une commune avec un village provençal bâti, à 652 m d'altitude, sur un éperon rocheux, aux portes des gorges du Verdon, à proximité du lac de Sainte-Croix.

### Géologie et relief
On distingue deux strates sur le territoire communal :
- La formation de Valensole complétée par les marnes et calcaires pontiens.
- Le Portlandien – Berriasien.

L'altitude de la commune est comprise entre la hauteur minimale de 399 m Ngf à la hauteur maximale de 785 m Ngf.
La chapelle Notre-Dame-de-la-Garde domine la vallée à une altitude de 710 m Ngf.
Le relief est marqué par la présence de falaises hautes de 100 à 150 mètres.

### Hydrographie et eaux souterraines
- Le Verdon (rivière).
- Le canyon de Baudinard est une véritable rue d'eau turquoise bordée de falaises (100–150 m de haut) et de parois rocheuses percées de nombreuses grottes.

Baudinard-sur-Verdon est concernée par la masse d'eau des Plateaux calcaires des Plans de Canjuers et de Fayence.
La commune est alimentée par le syndicat mixte du Haut-Var. Les eaux distribuées proviennent de deux sites :
- la station de pompage de Fontaine l’Evêque au bord du lac de Sainte-Croix sur la commune de Bauduen alimentant les deux réservoirs syndicaux ;
- les champs captant de Montmeyan Plage refoulés vers la station de pompage de Baudinard via les communes de Régusse et Artignosc-sur-Verdon.

### Climat
Pour des articles plus généraux, voir Climat de Provence-Alpes-Côte d'Azur et Climat du Var.
En 2010, le climat de la commune est de type climat méditerranéen altéré, selon une étude du Centre national de la recherche scientifique s'appuyant sur une série de données couvrant la période 1971-2000. En 2020, Météo-France publie une typologie des climats de la France métropolitaine dans laquelle la commune est exposée à un climat méditerranéen et est dans la région climatique  Provence, Languedoc-Roussillon, caractérisée par une pluviométrie faible en été, un très bon ensoleillement (2 600 h/an), un été chaud (21,5 °C), un air très sec en été, sec en toutes saisons, des vents forts (fréquence de 40 à 50 % de vents > 5 m/s) et peu de brouillards. 
Pour la période 1971-2000, la température annuelle moyenne est de 12,1 °C, avec une amplitude thermique annuelle de 16,9 °C. Le cumul annuel moyen de précipitations est de 801 mm, avec 6,3 jours de précipitations en janvier et 3,3 jours en juillet. Pour la période 1991-2020, la température moyenne annuelle observée sur la station météorologique de Météo-France la plus proche, « Regusse », sur la commune de Régusse à 7 km à vol d'oiseau, est de 13,5 °C et le cumul annuel moyen de précipitations est de 717,9 mm. 
La température maximale relevée sur cette station est de 40,9 °C, atteinte le 28 juin 2019 ; la température minimale est de −10,3 °C, atteinte le 13 février 2012,,. 
Les paramètres climatiques de la commune ont été estimés pour le milieu du siècle (2041-2070) selon différents scénarios d'émission de gaz à effet de serre à partir des nouvelles projections climatiques de référence DRIAS-2020. Ils sont consultables sur un site dédié publié par Météo-France en novembre 2022.

### Sismicité
Il existe trois zones de sismicité dans le Var: 
- Zone 0 : Risque négligeable. C'est le cas de bon nombre de communes du littoral varois, ainsi que d'une partie des communes du centre Var. Malgré tout, ces communes ne sont pas à l'abri d'un effet tsunami, lié à un séisme en mer ;
- Zone Ia : Risque très faible. Concerne essentiellement les communes comprises dans une bande allant de la montagne Sainte-Victoire au massif de l'Esterel ;
- Zone Ib : Risque faible. Ce risque, le plus élevé du département mais qui n'est pas le plus haut de l'évaluation nationale, concerne 21 communes du nord du département.

La commune de Baudinard-sur-Verdon est en zone sismique de faible risque Ib.

### Voies de communications et transports

#### Voies de communication
Baudinard est desservie par la route départementale 9.
On peut visiter le site des gorges de Baudinard soit en suivant à pied un sentier balisé rouge à partir du lieu-dit Saint Jaume, soit en canoë. Une piste située à 200 m en amont du pont reliant Montagnac à Baudinard permet d'accéder à la rivière.

#### Transports en commun
Les gares les plus proches de Baudinard-sur-Verdon se trouvent à Chaudon-Norante, La Brillanne, Barrême, Vidauban.
- Transport en Provence-Alpes-Côte d'Azur

La commune est desservie par plusieurs lignes de transport en commun. Les collectivités territoriales ont mis en œuvre un « service de transports à la demande » (TAD), réseau régional Zou !
Les lignes interurbaines :
Lignes de transports Zou !. La Région Sud est la collectivité compétente en matière de transports non urbains, en application de la loi NOTRe (Nouvelle Organisation Territoriale de la République).

## Toponymie
Baudinard-sur-Verdon s'écrit Bèudiran en occitan provençal, prononcé « Beoudiran ».

## Histoire
Au néolithique moyen, de nombreuses grottes sont occupées et forment un petit village dans les gorges de Baudinard. Des gisements chasséens et des œuvres d’art pariétal y ont été retrouvés ; la grotte de l'église est ornée d'étoiles. Les vestiges préhistoriques de ces grottes, interdites au public, sont regroupés dans le musée de Préhistoire des gorges du Verdon. 
 Au cours de l’âge du fer, les peuplades celto-ligures s'installent dans un oppidum doté de tours, au nord de la commune, ce qui est assez rare dans la région.
Le nom Castrum de Beldisnard apparaît dans les archives en 1096. En 1206, les seigneurs Pons Albert et Guy de Baudinard donnent à la commanderie de Saint-Maurice leur domaine sur le plateau Saint-Vincent avec une bastide et des droits de pâturage sur les terres de Coutelas.
Blacas de Blacas fut seigneur de Baudinard. En 1389, Elzéar de Sabran devient seigneur de Baudinard en se mariant avec Baucette de Blacas. La famille de Sabran conserve cette seigneurie jusqu'à la Révolution française. Seuls subsistent de cette période l'ancien donjon et des murs arasés.

## Héraldique
|  | La commune de Baudinard-sur-Verdon porte : De gueules à un lion d’argent et au chef du même chargé d’une étoile à seize rais de gueules. Ces armes sont celles des Sabran, au chef des Blacas. C’est le 16 mai 1389 qu’Elzéar de Sabran devient seigneur de Baudinard, par son mariage avec Baucette de Blacas, dame de Baudinard. |

## Politique et administration
| Période                                  | Période    | Identité          | Étiquette    | Qualité                   |
| ---------------------------------------- | ---------- | ----------------- | ------------ | ------------------------- |
| Les données manquantes sont à compléter. |            |                   |              |                           |
| décembre 1978                            | avril 2019 | Georges Pons      | RPR puis UMP | Entrepreneur              |
| juillet 2019                             | mai 2020   | Philippe Delot    | non précisé  | Cadre entreprise retraité |
| mai 2020                                 | Août 2021  | Patrick Laurin    |              | Ancien cadre              |
| août 2021                                | En cours   | Joannel Anglionin |              | Ouvrier Agricole          |

## Population et société

### Démographie
L'évolution du nombre d'habitants est connue à travers les recensements de la population effectués dans la commune depuis 1793. Pour les communes de moins de 10 000 habitants, une enquête de recensement portant sur toute la population est réalisée tous les cinq ans, les populations de référence des années intermédiaires étant quant à elles estimées par interpolation ou extrapolation. Pour la commune, le premier recensement exhaustif entrant dans le cadre du nouveau dispositif a été réalisé en 2005.

En 2022, la commune comptait 237 habitants, en évolution de +6,28 % par rapport à 2016 (Var : +4,98 %, France hors Mayotte : +2,11 %).
| 1793 | 1800 | 1806 | 1821 | 1831 | 1836 | 1841 | 1846 | 1851 |
| ---- | ---- | ---- | ---- | ---- | ---- | ---- | ---- | ---- |
| 341  | 315  | 315  | 417  | 379  | 390  | 374  | 425  | 418  |

| 1856 | 1861 | 1866 | 1872 | 1876 | 1881 | 1886 | 1891 | 1896 |
| ---- | ---- | ---- | ---- | ---- | ---- | ---- | ---- | ---- |
| 416  | 431  | 403  | 372  | 332  | 305  | 294  | 302  | 270  |

| 1901 | 1906 | 1911 | 1921 | 1926 | 1931 | 1936 | 1946 | 1954 |
| ---- | ---- | ---- | ---- | ---- | ---- | ---- | ---- | ---- |
| 260  | 243  | 207  | 136  | 155  | 135  | 109  | 94   | 92   |

| 1962 | 1968 | 1975 | 1982 | 1990 | 1999 | 2005 | 2006 | 2010 |
| ---- | ---- | ---- | ---- | ---- | ---- | ---- | ---- | ---- |
| 88   | 40   | 37   | 49   | 67   | 120  | 146  | 151  | 189  |

| 2015 | 2020 | 2022 | - | - | - | - | - | - |
| ---- | ---- | ---- | - | - | - | - | - | - |
| 221  | 241  | 237  | - | - | - | - | - | - |

### Santé
Professionnels et établissement de santé :
- Médecins à Régusse, Aups, Riez,
- Dentiste  à Régusse, Aups,
- Masseur-kinésithérapeute à Aups, Quinson, Riez,
- Pharmacie à Régusse, Aups, Cotignac, Salernes,
- La communauté de communes dispose désormais, à Aups, d'une Maison de santé pluriprofessionnelle (Médecine générale, Médecine spécialisée, Paramédical, Soins infirmiers), et intégrant également un lieu ressource "Social et solidaire"[31]  intégrant un lieu ressource "Social et solidaire".
- L'hôpital le plus proche est le Centre hospitalier de la Dracénie et se trouve à Draguignan, à 44 km[32],[33]. Il dispose d'équipes médicales dans la plupart des disciplines[34] : pôles médico-technique ; santé mentale ; cancérologie ; gériatrie ; femme-mère-enfant ; médecine-urgences ; interventionnel.
- Le Centre hospitalier de Digne-les-Bains se trouve à 61 km[35].

## Culture et patrimoine

### Monuments et lieux touristiques

#### Édifices religieux
- Prieuré de Valmogne, dit aussi de Vaumougne[36] au nord-ouest de la commune, datant probablement de la fin du Ve siècle que fut bâtie l'abbaye de Valmogne, sur un site occupé antérieurement, où furent découvertes des sépultures gallo-romaines. En 990, l'évêque de Riez fait donation de l'abbaye aux moines de Lérins. En 1256, à la suite d'un échange avec l'abbaye de Lérins, Valmogne est rattachée à l' abbaye Sainte Catherine de Sorps à Bauduen fondé en 1255, dans la vallée de Bauduen, unique monastère féminin du Verdon au moyen âge. Au XVe siècle, les moines quittèrent Valmogne, et le prieuré est incendié. Vendu comme bien national, à la Révolution il devint un bâtiment agricole puis fût laissé à l'abandon. Restauré dans les années 1970, Valmogne est à présent repris à l'inventaire annexe des Monuments historiques. Prieuré roman, il adoptait un plan basilical paléochrétien à son origine: un grand vaisseau central donnant sur une abside voûtée en cul-de-four.
- Notre-Dame de la Garde ou Notre-Dame de Baudinard. Chapelle d'origine romane, située au Nord-Nord-Est du village, sur une éminence boisée du canyon de Baudinard. En partant de Baudinard, par le sentier du Museau de la Colline on rejoint la Chapelle qui siège au sommet d'une colline dite de la Haute Eouvière. Cet édifice est situé à 709 mètres d'altitude, permettant une vue imprenable sur le lac de Sainte-Croix-du-Verdon et sur six départements. Ce sanctuaire aurait été construit en 1599. Il existait jadis un curieux calvaire qui se dressait en avant de la chapelle, et dont les débris sont aujourd'hui déposés à l'intérieur. Chaque année au 15 août, a lieu la fête de Notre-Dame de Baudinard. Une messe est célébrée à la chapelle, suivie d'un traditionnel aïoli commun et de divers jeux de plein air.
- Église Saint-Jacques, église paroissiale construction du XIe siècle, restaurée en 1921 et 2006, renferme trois tableaux dont deux classés monuments historiques
- Chapelle Saint-Jean
- Chapelle Saint-Michel-Archange, XIe siècle, renferme les tombeaux de la famille des Sabran-Baudinard. Confiée aux bons soins des moines de Lérins en 1118, elle comporte deux nefs romanes en arcs brisés.

#### Édifices civils
- château de Baudinard, forteresse située sur un tertre rocheux au nord du village qu'il domine. Il est cité au milieu du  eXIIIe siècle comme appartenant aux Sabran, dont il ne reste que les ruines du rez-de-chaussée d'un donjon rectangulaire du XIVe siècle d'une base de 7,5 mètres sur 8 mètres, et qui ne s'élève plus qu' à une hauteur de 3 mètres, avec un parement massif en pierre à bossage et une porte en tiers-point, des murs et souterrains éboulés.
- Pierre aux Trois Blasons. En 1742, une transaction est passée entre les seigneurs de Baudinard, d'Artignosc et de Montpezat et fut matérialisée par un trifinium (point d'intersection de trois limites) en pierre. Cette borne existe encore et est reprise sur la carte IGN 3442, 500 mètres environ au nord du camping de l'Eouvière Verte.
- Puits Provençaux, dans le village et les environs

#### Sites naturels
- les Gorges de Baudinard comportent: Grand Canyon - Moyennes Gorges ou Canyon de Baudinard
- Grotte de l'Église, ensemble de galeries étagées sur trois niveaux superposés[37]

### Personnalités liées à la commune
- Le pianiste français d'origine bulgare Yuri Boukoff (1923-2006), premier pianiste européen à faire une tournée en Chine en 1956, repose dans le cimetière du village[38] où il aimait beaucoup séjourner.

## Budget et fiscalité
Les comptes de la commune, :
| Postes                                            | 2009  | 2010  | 2011  | 2012  | 2013  | 2014  | 2015    | 2016  | 2017  | 2018  | 2019  |
| ------------------------------------------------- | ----- | ----- | ----- | ----- | ----- | ----- | ------- | ----- | ----- | ----- | ----- |
| Produits de fonctionnement                        | 374 € | 334 € | 413 € | 548 € | 537 € | 594 € | 381 €   | 421 € | 484 € | 481 € | 426 € |
| Charges de fonctionnement                         | 269 € | 255 € | 313 € | 289 € | 311 € | 337 € | 313 €   | 303 € | 345 € | 281 € | 344 € |
| Ressources d’investissement                       | 435 € | 625 € | 597 € | 223 € | 240 € | 443 € | 1 138 € | 341 € | 352 € | 296 € | 554 € |
| Emplois d’investissement                          | 466 € | 609 € | 714 € | 372 € | 333 € | 766 € | 997 €   | 374 € | 438 € | 386 € | 496 € |
| Dette                                             | 30 €  | 24 €  | 18 €  | 11 €  | 3 €   | 3 €   | 281 €   | 254 € | 263 € | 219 € | 176 € |
| Source : Ministère de l’Économie et des Finances. |       |       |       |       |       |       |         |       |       |       |       |

Fiscalité 2019
- Taux d’imposition taxe d’habitation : 13,22 %
- Taxe foncière sur propriétés bâties : 10,29 %
- Taxe foncière sur les propriétés non bâties : 61,87 %
- Taxe additionnelle à la taxe foncière sur les propriétés non bâties : 0,00 %
- Cotisation foncière des entreprises : 0,00 %
- Montant total des dettes dues par la commune : 176 000 €, soit 776 € par habitant.

Chiffres clés Revenus et pauvreté des ménages en 2018 : Médiane en 2018 du revenu disponible, par unité de consommation :  20 640 €.

## Urbanisme

### Typologie
Au 1er janvier 2024, Baudinard-sur-Verdon est catégorisée commune rurale à habitat dispersé, selon la nouvelle grille communale de densité à sept niveaux définie par l'Insee en 2022.
Elle est située hors unité urbaine et hors attraction des villes,.
La commune, bordée par un plan d’eau intérieur d’une superficie supérieure à 1 000 hectares, le lac de Sainte-Croix, est également une commune littorale au sens de la loi du 3 janvier 1986, dite loi littoral. Des dispositions spécifiques d’urbanisme s’y appliquent dès lors afin de préserver les espaces naturels, les sites, les paysages et l’équilibre écologique du littoral, tel le principe d'inconstructibilité, en dehors des espaces urbanisés, sur la bande littorale des 100 mètres, ou plus si le plan local d’urbanisme le prévoit.

### Occupation des sols
L'occupation des sols de la commune, telle qu'elle ressort de la base de données européenne d’occupation biophysique des sols Corine Land Cover (CLC), est marquée par l'importance des forêts et milieux semi-naturels (73,6 % en 2018), une proportion identique à celle de 1990 (73,6 %). La répartition détaillée en 2018 est la suivante : 
forêts (63 %), terres arables (15,7 %), milieux à végétation arbustive et/ou herbacée (10,7 %), zones agricoles hétérogènes (10 %), cultures permanentes (0,4 %), eaux continentales (0,3 %). L'évolution de l’occupation des sols de la commune et de ses infrastructures peut être observée sur les différentes représentations cartographiques du territoire : la carte de Cassini (XVIIIe siècle), la carte d'état-major (1820-1866) et les cartes ou photos aériennes de l'IGN pour la période actuelle (1950 à aujourd'hui).

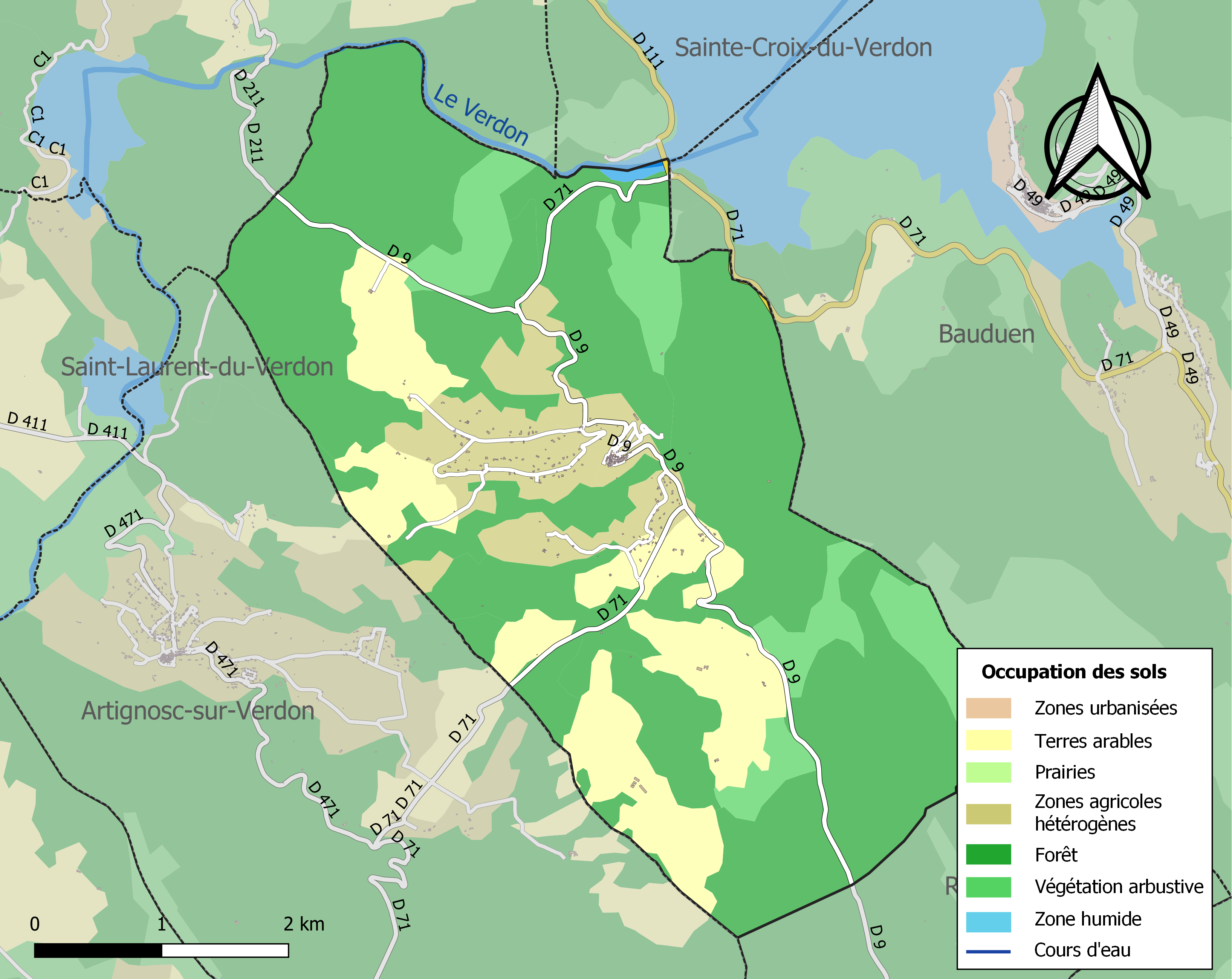
Carte des infrastructures et de l'occupation des sols de la commune en 2018 (CLC).

### Intercommunalité
La communauté de communes Lacs et Gorges du haut-Verdon (CCLGV) constituée initialement de onze communes (Aiguines ; Artignosc-sur-Verdon ; Aups ; Baudinard-sur-Verdon ; Bauduen ; Moissac-Bellevue ; Les Salles-sur-Verdon ; Régusse ; Tourtour ; Vérignon ; Villecroze) comprend désormais seize communes après intégration de cinq communes supplémentaires au 1er janvier 2017 : Trigance, Le Bourguet, Brenon, Châteauvieux et La Martre,.
La communauté de communes « Lacs et Gorges du haut-Verdon (LGV) » constituée initialement de 11 communes (Aiguines ; Artignosc-sur-Verdon ; Aups ; Baudinard-sur-Verdon ; Bauduen ; Moissac-Bellevue ; Les Salles-sur-Verdon ; Régusse ; Tourtour ; Vérignon ; Villecroze) comprend désormais 16 communes après intégration de 5 communes supplémentaires au 1er janvier 2017 : Trigance, Le Bourguet, Brenon, Châteauvieux et La Martre,.
Son président en exercice est Rolland Balbis (maire de Villecroze). Ont été élus vice-présidents : 
- Mme Raymonde Carletti (maire de La Martre) 1er vice président : Administration Générale et Finances ;
- M. Antoine Faure (maire d'Aups) 2e vice président : Aménagement du Territoire (SCOT) et transition ;
- M. Charles-Antoine Mordelet 3e vice président (maire d'Aiguines) : Tourisme et Itinérance ;
- M. Fabien Brieugne 4e vice président (maire de Tourtour) : Agriculture, Fibre et numérique, Développement éco ;
- M. Pierre Constant 5e vice président (commune de Villecroze)[57] ;
- M. Serge Constans 6e vice président (Maire d'Artignosc-sur-Verdon).

La Communauté de communes Lacs et Gorges du Verdon compte désormais 34 représentants + 12 suppléants pour 16 communes membres.

## Économie

### Entreprises, commerces et services aux particuliers
- entreprises et artisans du bâtiment[58].
- services aux particuliers[59].

### Tourisme
Le village est à visiter pour ses passages voûtés, ses façades remparts et ses maisons anciennes qui ont la particularité de posséder presque toutes des caves voûtées avec un puits intérieur (jadis alimenté par les eaux de ruissellement). La proximité de la commune avec le Verdon et le lac de Sainte-Croix permet un certain développement touristique, notamment pour la création d'un hébergement en chambre d'hôte et gîtes ruraux. Les activités touristiques sont essentiellement des sports de plein air ou en relation avec la nature, comme le canyoning, l'escalade, la randonnée pédestre ou équestre.

### Animations
Le village bénéficie de plusieurs associations œuvrant à l'animation et la protection du patrimoine et de l'environnement :
- comité des fêtes participant aux diverses activités et soirées organisées au village ainsi qu'à l'occasion de la fête annuelle du village.
- l'Association des Amis de Baudinard, créée en 1930, qui a pour but de protéger et restaurer le patrimoine culturel de la commune, veille à l'amélioration du cadre de vie et de l'environnement et encourage des activités artistiques (arts graphiques, arts plastiques, musique), culturel (littérature, géographie, archéologie, histoire) et éducatifs.
- la Boule Baudinardaise.
- l'association des Amis de la Chapelle Saint-Michel.
- l'association des chasseurs.
- l'association sportive.
- l'association Verdon Avenir, agréée au titre de l’environnement.

## Lieux et monuments
Le patrimoine religieux
- L'église paroissiale Saint-Jacques[63].
- La chapelle Notre-Dame de Baudinard[64].
- La chapelle Saint-Michel[65],[66].
- La chapelle Saint-Jean[67].
- Le prieuré de Valmogne[68] : façades et toitures ; restes de la chapelle : inscription sur l'inventaire supplémentaire des monuments historiques par arrêté du 14 mai 1973[69].

Patrimoine civil
- La pierre aux trois blasons[70].
- Le château de Sabran (du XIVe siècle)[71],[72].
- Le monument dédié à la mémoire des Enfants de Baudinard morts pour la patrie, inauguré le 11 novembre 1919[73].
- Plusieurs puits couverts[74].
- Le belvédère de Marie Sumian[75].
- Le sentier des charbonnières sur le domaine des Éouvières, terrain appartenant au Conservatoire du Littoral[76],[77].
- Mégalithes[78] :
  - Dolmen du Deffens[79], Chalcolithique,
  - Dolmen du Collaret[80], Néolithique final / Chalcolithique.

Patrimoine naturel
- Les neuf grottes de Baudinard[81].
- Les gorges et grottes de Baudinard[82].